# Klädhängare

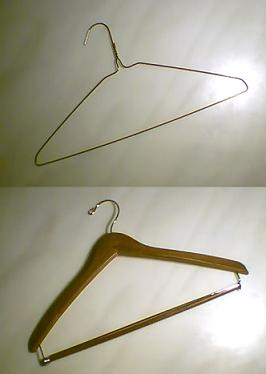
Klädhängare

Klädhängare, galge, bygel (i Finland) eller bygelhängare är en anordning för upphängning av enskilda klädesplagg. Galgar kan bestå av trä, plast eller metall. 
Ordet klädhängare är känt i det svenska språket sedan 1797.
Speciella typer av galgar är byxgalge, kostymgalge och slipsgalge.

## Galleri

Klädhängare, 1899 - Hallwylska museet
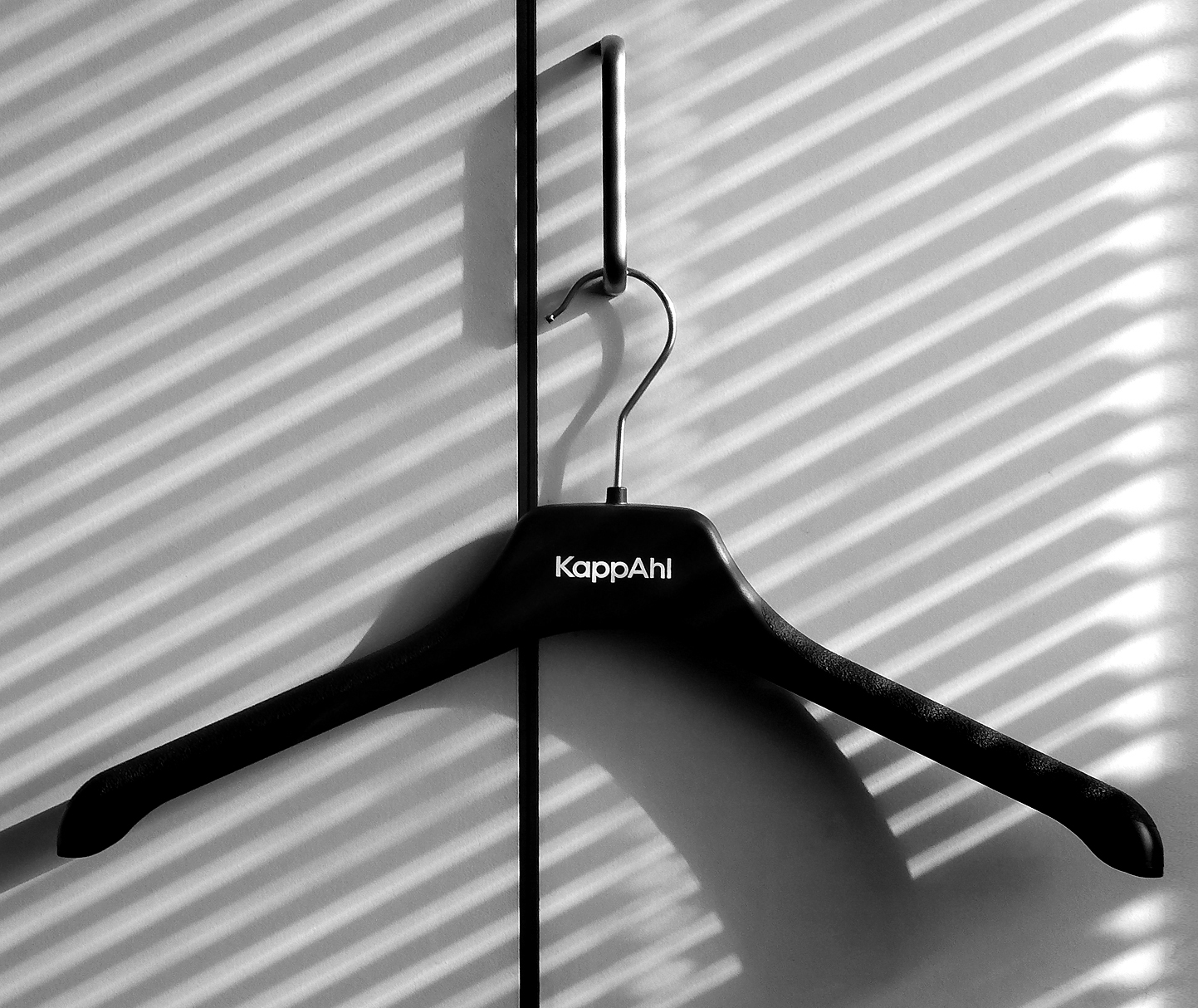
En klädhängare i plast från KappAhl